# Kmkadzor
Maigrélalaï
Kmkadzor (en arménien Քմքաձոր) ou Maigrélalaï  (en azéri Miqrelalay) est un village de la région de Martakert, au Haut-Karabagh, faisant partie de la communauté rurale de Maghavouz. Kmkadzor compte 116 habitants en 2015.

## Histoire
Le village est connu sous le nom de Mingrelsk (russe : Мингрельск) pendant la période soviétique. Il fait alors partie du district de Martakert au sein de l'Oblast autonome du Haut-Karabagh.
Après l'effondrement de l'URSS et la première guerre du Haut-Karabagh, le village se voit administré par les autorités du Haut-Karabagh.

## Population
En 1987, Kmkadzor compte 247 habitants majoritairement Arméniens.
Selon le recensement de 2005, le village compte 75 habitants. Selon des statistiques de 2009 et de 2015 la population est de 116 personnes.

## Économie
Les principales activités économiques sont l'élevage, l'agriculture et le secteur minier.

## Patrimoine
Les vestiges d'une l'église médiévale arménienne sont conservés, ainsi que ceux d'un village et du cimetière.